# Erneuville
Ne doit pas être confondu avec Erneville
Erneuville (en wallon Rnuveye) est une section et un village de la commune belge de Tenneville située en Région wallonne dans la province de Luxembourg.
C'était une commune à part entière avant la fusion des communes de 1977.

## Démographie
- Source: INS recensements population

## Histoire
Erneuville n'était une commune de la province de Luxembourg que depuis 1839. Elle faisait partie avant cela du département de Sambre-et-Meuse. Elle fut créée en 1823 par la réunion des communes de Cens et Erneuville.